# Do Do Sol Sol La La Sol
Do Do Sol Sol La La Sol (도도솔솔라라솔?, DodosolsollarasolLR) è una serie televisiva sudcoreana trasmessa su KBS2 dal 7 ottobre al 26 novembre 2020. Internazionalmente è stata distribuita da Netflix.

## Trama
Quando perde improvvisamente tutto, la ricca pianista Goo Ra-ra si trasferisce in campagna nel villaggio di Eunpo e comincia a lavorare all'accademia pianistica Lala Land. Qui conosce Sunwoo Joon, un misterioso lavoratore part-time dai molti impieghi che le concede dei piccoli prestiti di denaro per comprare ciò che le serve.

## Personaggi e interpreti
- Goo Ra-ra, interpretata da Go Ara
- Sunwoo Joon, interpretato da Lee Jae-wook
- Cha Eun-seok, interpretato da Kim Joo-hun

## Produzione
La serie avrebbe dovuto iniziare a essere trasmessa il 26 agosto 2020, ma è stata posticipata quando un membro del cast è risultato positivo al COVID-19 e le riprese sono state interrotte in via cautelativa.

## Riconoscimenti
- KBS Drama Award[5]
  - 2020 – Premio all'eccellenza, attore in una miniserie
  - 2020 – Candidatura Miglior coppia a Go Ara e Lee Jae-wook
  - 2020 – Candidatura Miglior attore di supporto a Kim Joo-hun
  - 2020 – Candidatura Miglior attrice di supporto a Ye Ji-won
- Korea Broadcasting Award[6]
  - 2021 – Candidatura Premio popolarità
- Seoul International Drama Award[7][8][9][7]
  - 2021 – Candidatura Miglior attore coreano a Lee Jae-wook
  - 2021 – Candidatura Miglior colonna sonora di un drama coreano a Like a Dream di SinB
  - 2021 – Candidatura Miglior colonna sonora di un drama coreano a We Already Fell in Love di Miyeon e Minnie
  - 2021 – Candidatura Miglior drama coreano